# Trixomorpha tenebrosa
Trixomorpha tenebrosa là một loài ruồi trong họ Tachinidae.